# 肖厚发
肖厚发（1967年—），男，汉族，中华人民共和国政治人物。现任容诚会计师事务所首席合伙人。第十四届全国政协委员。